# Nunta din Cana Galileii

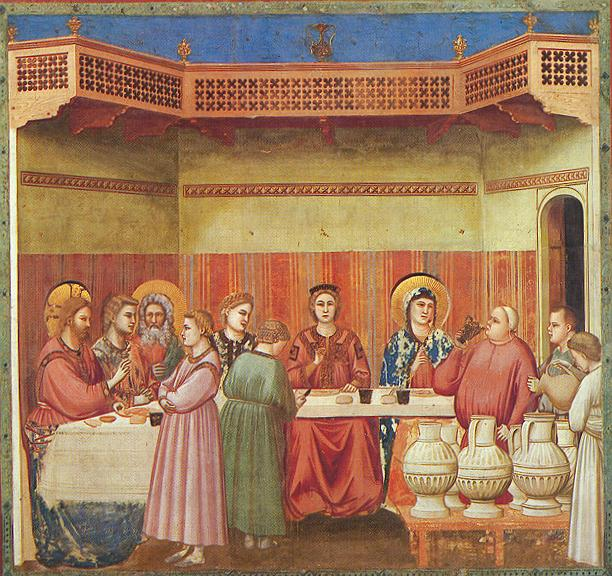
Nunta din Cana de Giotto, sec. al XIV-lea

Transformarea apei în vin la Nunta din Cana Galileei este prima minune a lui Iisus, consemnată în Evanghelia după Ioan.
După relatarea biblică, Iisus și ucenicii săi au fost invitați la o nuntă și, când s-a terminat vinul, Iisus a transformat apa în vin, săvârșind o minune.
Localizarea exactă a Canei a fost subiectul unor dezbateri în rândul cercetătorilor și arheologilor biblici și câteva sate din Galileea sunt presupuse a fi acea localitate.

## Relatare biblică
Ioan 2:1-11 menționează că Iisus din Nazaret participa la o nuntă în Cana împreună cu ucenicii săi, când s-a terminat vinul. Mama lui Iisus (nenumită în Evanghelia după Ioan) i-a spus lui Iisus: "Nu mai au vin", iar Iisus a răpsuns: "O, femeie, ce să mă fac cu tine? Timpul meu încă nu a venit." Mama sa le-a spus atunci servitorilor: "Faceți tot ce vă spune" (Ioan 2:3-5). Iisus a poruncit slujitorilor să umple vasele cu apă și să le ducă la naș. După ce a gustat, fără să știe de unde provine, nașul l-a felicitat pe mire pentru că a servit cel mai bun vin la urmă și nu la început (Ioan 2:6-10). Ioan adaugă că: "Iisus a făcut acest lucru, primul dintre semnele sale, în Cana Galileii și și-a arătat slava și ucenicii săi au crezut în el (Ioan 2:11)".

## Interpretare
Deși niciuna dintre Evangheliile sinoptice nu menționează acest eveniment, tradiția creștină susține că aceasta este prima minune publică a lui Iisus. Cu toate acestea, în Evanghelia lui Ioan miracolul are o importanță simbolică considerabilă: acesta este primul dintre cele șapte "semne" miraculoase, prin care este atestată starea divină lui Iisus și în jurul căruia este structurat Evanghelia.
Este încă o problemă în discuție între teologi, dacă povestea se referă la o transformare materială reală a apei în vin sau este o alegorie spirituală. Interpretată alegoric, vestea bună și speranța care se degajă din povestire este, în cuvintele nașului când a gustat vinul cel bun: "Toată lumea servește vinul bun la început și apoi vinul slab după oaspeții sunt beți. Dar tu ai ținut vinul cel bun până acum" (Ioan 2:10). Acest lucru ar putea fi interpretat prin faptul că întotdeauna este mai întunecat înainte de ivirea zorilor, iar lucrurile bune urmează. Interpretarea cea mai uzuală, însă, este faptul că aceasta este o referire la apariția lui Iisus, pe care autorul celei de-a IV-a evanghelii o privește ca fiind ea-însăși vinul cel bun.
Povestea a avut o importanță considerabilă în dezvoltarea teologiei pastorale creștine. Relatarea evanghelică după care Iisus a fost invitat la o nuntă, participarea și folosirea puterii sale divine pentru a salva festivitățile de la dezastru sunt considerate ca dovezi de aprobarea a căsătoriei și a sărbătorilor pământești, în contrast cu opiniile mai austere ale Sf. Pavel așa cum se găsesc, de exemplu, în 1 Corinteni 7 . Ea a fost folosită, de asemenea, ca un argument împotriva abstinenței creștine.
Minunea ar putea fi văzută, de asemenea, ca un antitip al primei minuni publice a lui Moise de schimbare a apelor fluviului Nil în sânge. Acest lucru ar putea stabili o legătură simbolică între Moise ca prim salvator al evreilor prin fuga lor din Egipt și Iisus ca mântuitor spiritual al tuturor oamenilor.

## Vederi ale mormonilor
Contrar convingerilor curente mormone, liderul mormon Orson Hyde a predicat că nunta din Cana a fost propria nuntă a lui Isus, că Isus era poligam și că surorile Maria Magdalena și Martha, precum și o altă Marie, au fost nevestele lui. Această învățătură nu a fost niciodată acceptată ca parte a doctrinei oficiale mormone de către Biserica lui Isus Hristos a Sfinților din Zilele din Urmă și nu este acceptată de către majoritatea covârșitoare a mormonilor de astăzi. Criticul anti-mormon Floyd McElveen argumentează împotriva acestei ipoteze bazate pe Ioan 2:8-10, care prevede că nașul (conștient de miracol) l-a elicitat pe "mire" pentru vin și nu pe Iisus și că Ioan 2:2 prevede că: "Iisus și ucenicii lui au fost, de asemenea, invitați la nuntă", iar nimeni nu este invitat la nunta sa.

## Geografie și arheologie

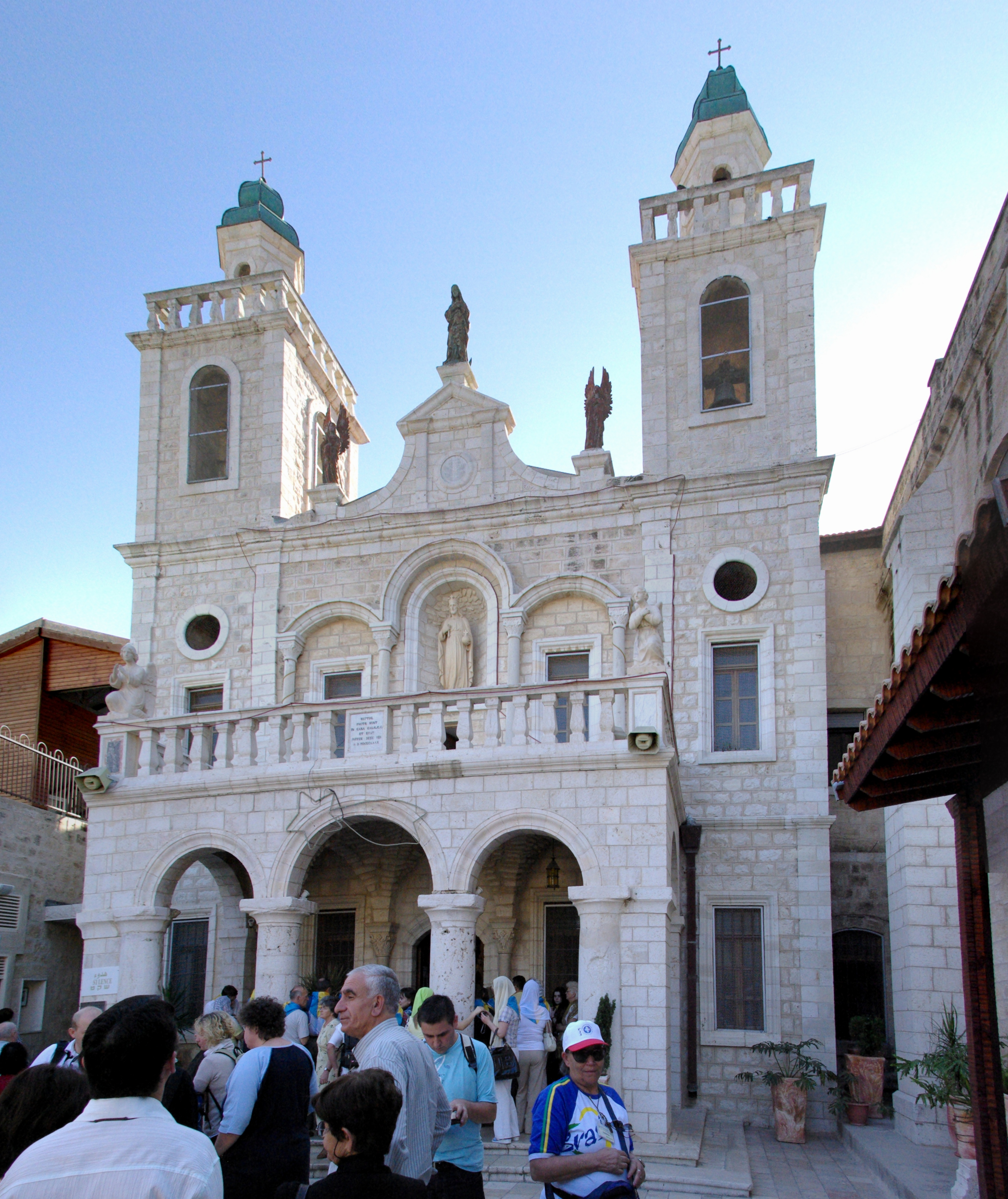
"Biserica nunții" din Kafr Kanna, Israel, un loc de pelerinaj despre mulți creștini cred că este locul nunții biblice.

Locația exactă a Canei a fost subiectul unei dezbateri între teologi. Teologii din epoca modernă susțin că din moment ce Evanghelia după Ioan a fost adresată evreilor creștini din acele timpuri, este improbabil ca un evanghelist să menționeze un loc care nu exista. Sate în Galileea, care sunt candidate pentru istorica localitate Cana sunt următoarele: Kafr Kanna, Kenet-l-Jalil (numit și Khirbet Kana) și Ain Kana în Israel și Qana în Liban.
În conformitate cu Catholic Encyclopedia din 1914, o tradiție care datează din secolul al VIII-lea a identificat Cana cu orașul arab modern Kafr Kanna, aflat la aproximativ 7 km nord-est de Nazaret, Israel. Cercetătorii moderni au sugerat alternative, inclusiv satul în ruine de la Kenet-el-Jalil (cunoscut și sub numele de Khirbet Kana), aflat la aproximativ 9 km mai la nord, și Ain Kana, care este mai aproape de Nazaret și considerat de unii a fi un candidat mai bun din motive etimologice. În timp ce satul Qana, din sudul Libanului, este considerat un candidat probabil pentru locație, mulți creștini libanezi locali cred că satul este locul corect.
Mulți arheologi din epoca veche și din cea modernă au căutat să găsească ulcioarele folosite la Cana, dar nicio dată arheologică specifică nu a confirmat descoperirea lor.